# Université de l'Alabama à Huntsville
Pour les articles homonymes, voir Université de l'Alabama (homonymie).

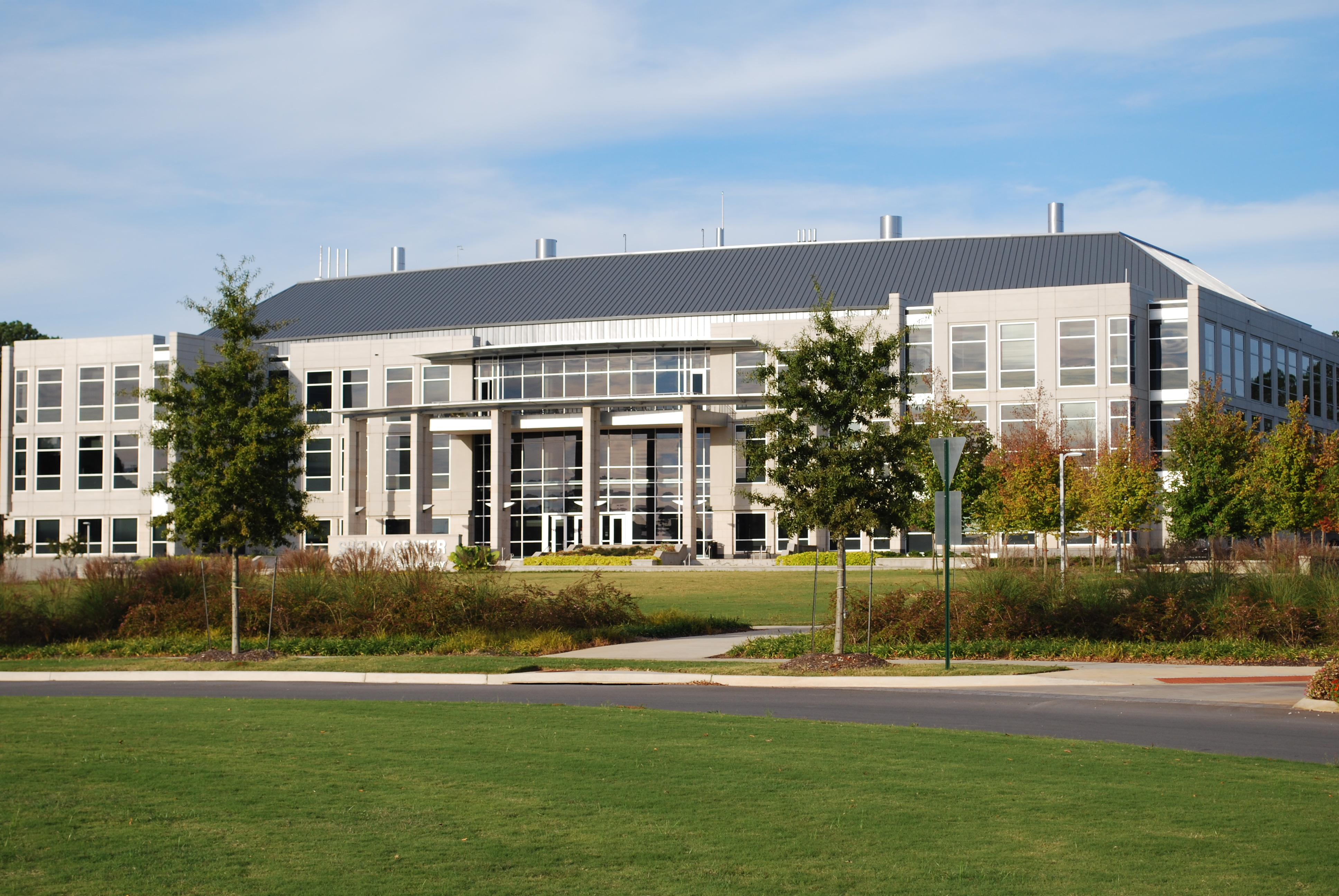
Le Shelby Center for Science and Technology.

L'université de l'Alabama à Huntsville (UAH) est une université américaine, située à Huntsville, Alabama.
Le 12 février 2010, Amy Bishop, une professeur de biologie ouvre le feu pendant une réunion au Shelby Center après avoir appris qu'elle ne serait pas titularisée. La fusillade fait trois morts et trois blessés graves parmi le corps enseignant.

## Anciens étudiants
- Nancy Jan Davis, étudiante en 1983-1985, astronaute américaine.
- Marta Grande, étudiante en 2009, femme politique et députée italienne.
- Josh Magette, étudiant en 2012, basketteur américain.
- Toyin Ojih Odutola, étudiante en 2008, artiste nigériane-américaine.
- Jared Ross, étudiant en 2005, joueur professionnel américain de hockey sur glace.
- Cameron Talbot, étudiant en 2010,  joueur professionnel canadien de hockey sur glace.
- Destin Sandlin, étudiant en 2003, ingénieur et vulgarisateur scientifique sur Youtube.